# Ramgarh (jagir)
Ramgarh fou un jagir d'Haryana governat per una família noble rajput chandela descendent de Mian Kalal Chand (Kalee Chand) fill jove del raja Sangar Chand de Bilaspur (1197-1220). Els chandeles, inicialment amb capital a Chanderi, foren els constructors dels temples de Khajuraho. Una branca va emigrar al Panjab i va fundar l'estat de Kot Kahlur. La branca principal va traslladar la capital a Bilaspur i vers 1700 va donar origen als rages de Ramgarh. vers la meitat del segle XVIII va passar sota sobirania sikh. El 1804 Ramgarh es va independitzar de Sirmoor. Fou un dels 34 estats del Cis-Sutlej als que es van reconèixer poders sobirans en un tractat signat entre Ranjit Singh de Lahore i els britànics el 25 d'abril de 1809, entre els quals Ramgarh i Raipur eren antic feudataris de Sirmoor. El protectorat britànic fou declarat el maig del 1809. El 1823 Ramgarh va reconèixer altre cop l'alta sobirania de Sirmoor. El 1845 el sobirà, acusat de no cooperar amb els britànics a la primera Guerra Sikh, va perdre la sobirania i fou rebaixat a jagir, però va conservar l'autonomia fins al 1955.
La capital fou el fort de Ramgarh.

## Llista de mians i sardars
- Mian Kushal Singh 1763-1785
- Mian Maldeo Singh 1785-1820 (fill)
- Mian Devi Singh 1820-1854 (fill)
- Mian Ranjit Singh 1854-1881 (fill)
- Sardar Bahadur Parduman Singh 1881-1902 (fill)
- Sardar Sahib Anrood Singh 1902-1928 (germà)
- Sardar Sahib Jagdish Singh 1928-1954
- Sardar Sahib Jagjit Singh 1954-1955 (+2001)